# Gunnar Hedlund

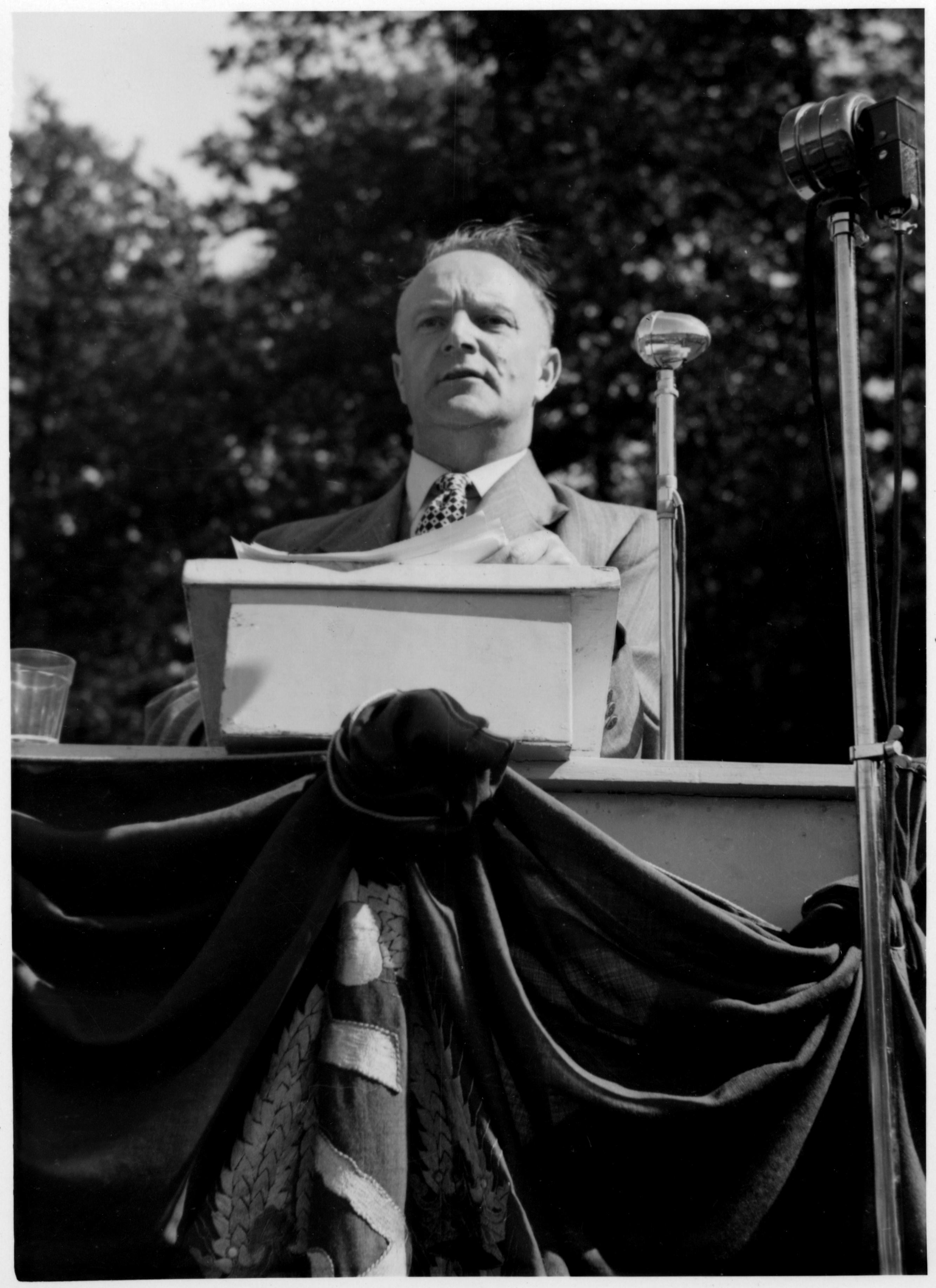
Gunnar Hedlund i Halmstad 1950.

Gunnar Hedlund, i riksdagen kallad Hedlund i Rådom, född 1 september 1900 i Helgums socken, Ångermanland, Västernorrlands län, död 26 november 1989 på Lidingö, var en svensk politiker (centerpartist), jurist (juris doktor), ämbetsman, och inrikesminister 1951–57. 
Hedlund var partiledare för Bondeförbundet/Centerpartiet från 1949 till 1971 och spelade stor roll för att förändra partiet från ett intresseparti för bönder till ett allmänborgerligt parti. Hedlund hade goda relationer med Socialdemokraternas partiordförande Tage Erlander och medverkade till koalitionsregeringen under 1950-talet. Hedlund var också intresserad av skogsbruk och hade avgörande betydelse för det kooperativa skogsbolaget NCB. Han var ordförande i Sveriges skogsägareföreningars riksförbund samt en kort tid generaldirektör och chef för Lantmäteristyrelsen.

## Uppväxt
Gunnar Hedlund var son till rallaren och skogsbrukaren Jonas Hakvin Hedlund och Maria Elvira Åkerholm. Han växte upp med syskonen Gunborg och Henrik och 1903 flyttade familjen till Kiruna där fadern blev gruvarbetare. I augusti 1914 flyttade familjen tillbaka till Gransjö i Ådalen och bosatte sig i ett torp på södra sidan av Helgumssjön. År 1917 avlade han realexamen vid Vimmerby realskola efter studier vid Mariannelunds praktiska skola i Småland, och fick därefter arbete som skrivbiträde hos länsmannen i Helgum. Därefter studerade han tre terminer vid Enskilda gymnasiet i Stockholm och avlade studentexamen 1920. Efter värnpliktstjänstgöring vid Västernorrlands regemente (I 28) inom Sollefteå garnison och anställning som byskollärare började Hedlund 1922 studera juridik vid Stockholms högskola och avlade juris kandidatexamen 1927. Han tingsmeriterade sig därefter vid häradsrätten i Sollefteå tingslag.
Den 23 juni 1929 gifte han sig med Astrid Vesterlund, dotter till lantbrukare Nils Abraham Vesterlund och Karin Tenglén, i Seglora kyrka på Skansen i Stockholm. Paret Hedlund bosatte sig på hennes föräldrars gård, Mo, som de övertog. Postadressen var Rådom och som rikspolitiker blev Hedlund känd som Hedlund i Rådom. På gården skötte de mjölkkorna och skogsbruket.

## Politisk karriär
Hedlund gick 1924 med i Svenska Landsbygdens Ungdomsförbund (SLU), och blev 1926 ledamot av och 1930 ordförande i kommunfullmäktige i Helgums landskommun för Bondeförbundet. Hedlund engagerade sig i lokala föreningar och var med vid bildandet av Ådalarnas skogsägarförening 1931. Han blev organisatör och anställdes 1937 av föreningen som verkställande direktör. 1932 blev han sekreterare i Sveriges Skogsägareföreningars Riksförbund (SSR) och 1936 ledamot av den statliga skogsutredningen.
Samtidigt med det flitiga föreningsengagemanget avlade Hedlund juris licentiatexamen vid Uppsala universitet 1936, och disputerade 1938 med avhandlingen Till frågan om rättshandlingsservituten. Tillika ett bidrag till gränsdragningen mellan servituten och äganderätten.
Vid andrakammarvalet 1936 stod Hedlund på Bondeförbundets andra plats på valsedeln i Västernorrlands läns valkrets, men kom inte in i riksdagen. Han blev dock biträdande sekreterare åt Bondeförbundets riksdagsgrupp. Hedlund kom i stället in i andra kammaren 1942, när han övertog bondeförbundaren Gerhard Strindlunds plats efter att denne utnämnts till överdirektör i Skogsstyrelsen. Hedlunds riksdagsuppdrag och posten som ordförande i SSR gjorde att familjen 1946 flyttade till Stockholm.
I samband med Bondeförbundets riksstämma i Kalmar 1947 ville partiets förste vice ordförande Hjalmar Svensson i Grönvik  avgå. Svensson och Bondeförbundets partiledare Axel Pehrsson-Bramstorp ville inte att partiets andre vice ordförande Erik von Heland skulle flyttas upp, utan såg till att valberedningen föreslog Hedlund som förste vice ordförande. von Heland hotade då att avgå, men stämman valde ändå Hedlund. Under valrörelsen 1948 drabbades partiledaren Pehrsson-Bramstorp av ett slaganfall och Hedlund fick ta över partiledarens uppgifter.
För Bondeförbundet gick valet bra och statsminister Tage Erlander tog direkt efter valet initiativ till en diskussion med Bondeförbundet om samarbete, kanske till och med en koalition, eftersom Socialdemokraterna inte ville vara beroende av Sveriges kommunistiska parti vid riksdagens omröstningar. Ett formellt samarbete hade dock inte stöd inom partiet och Hedlund hade ännu inte tillräckligt inflytande, men det utvecklades kontakter mellan de två partierna.

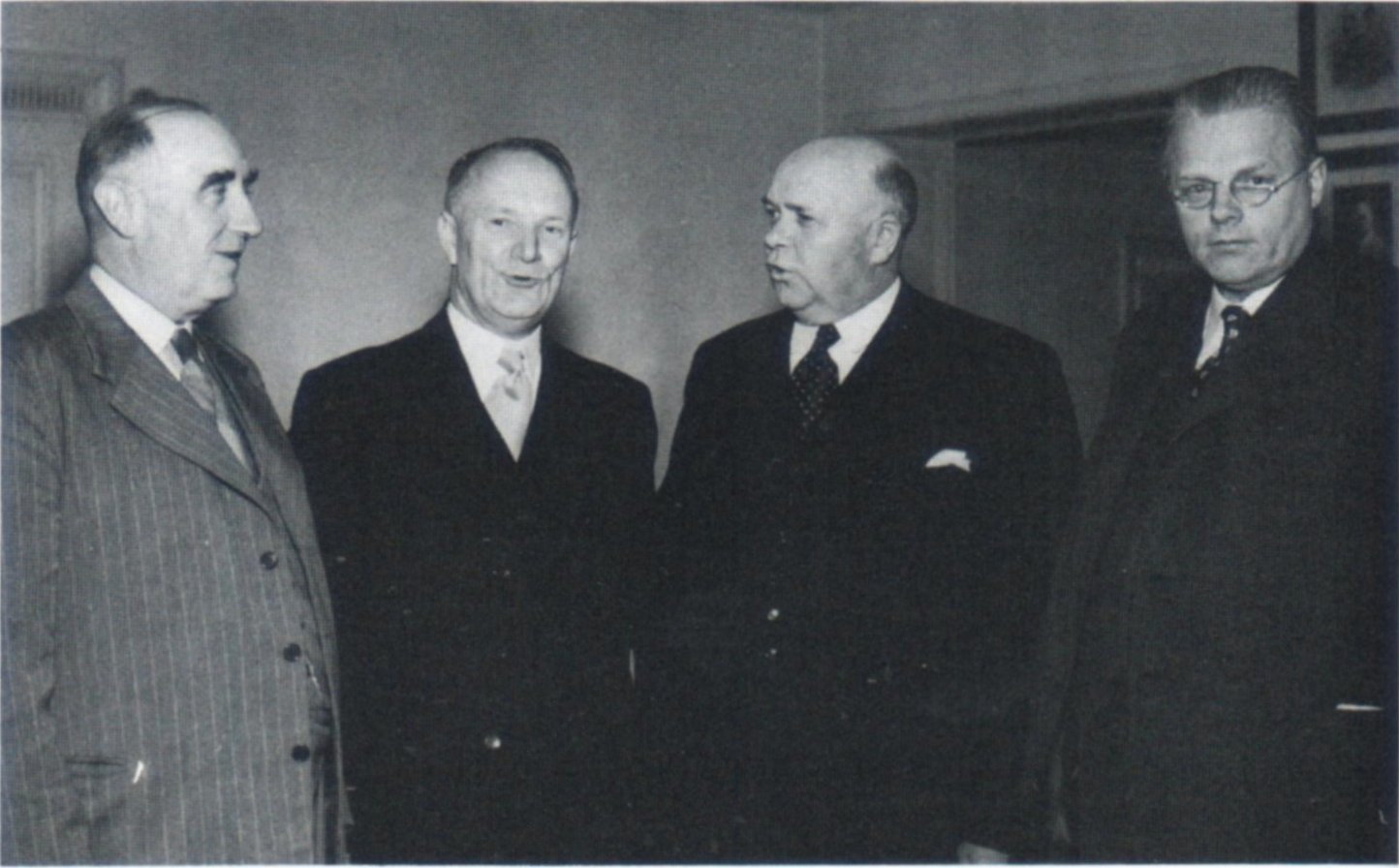
Bondeförbundarna i regeringen 1951: Ivar Persson i Skabersjö, Gunnar Hedlund, Sam B Norup och Hjalmar Nilson.

Vid partistämman i Falun i juni 1949 blev Hedlund vald till partiledare. Erlander tog 1951 initiativ till nya partiöverläggningar eftersom Socialdemokraterna inte hade egen majoritet i andra kammaren. Inom regeringen ville Erlander bli av med socialministern Gustav Möller som varit Erlanders konkurrent om posten som partiordförande. Juristkonsulten Nils Quensel ville avgå. Om en ny regering tillträdde, i vilken Bondeförbundet skulle ha platser, kunde en ombildning motiveras. Hedlund var för en koalition, bland annat därför att Bondeförbundet skulle kunna marginaliseras om Socialdemokraterna i stället samarbetade med Folkpartiet, och att det var bättre att kunna påverka något än att partiet lämnades helt utan inflytande. Den 27 september stod det klart att Bondeförbundet skulle ingå i regeringen, och den 1 oktober tillträdde regeringen Erlander II. Då hade Bondeförbundet fått igenom krav på ett nytt valsystem.

### Statsråd och chef för inrikesdepartementet
Från Bondeförbundets medlemmar fanns det förväntningar på att samarbetet snabbt skulle ge resultat för bönderna då bondeförbundaren Sam Norup var jordbruksminister. Som inrikesminister var Hedlund ansvarig för bland annat polisväsendet och den då statliga sjukvården. Hedlund fick ett utkast till en proposition om förstatligande av apoteksväsendet, en proposition han avsiktligt lät ligga. På hösten 1952 utbröt det så kallade deklarationsmålet eller Hedlundaffären när det avslöjades att Gunnar Hedlund inte tagit upp en inkomst för avverkad skog på 8 100 kronor i sin hustrus deklaration. Ångermanlands västra domsagas häradsrätt dömde honom för grov oaktsamhet till böter på 1 400 kronor och hans hustru fick 600 kronor i böter. Från kända bondeförbundare och borgerliga tidningar kom krav på att Hedlund skulle avgå. I mars 1953 frikändes makarna Hedlund av hovrätten, men åklagaren överklagade till Högsta domstolen. I juni fälldes Hedlund men hans hustru frikändes. Det partiet närstående Skånska Dagbladet krävde Hedlunds avgång, men Erlander gav Hedlund sitt stöd och Hedlund satt kvar. Deklarationsmålet räknas till en av 1950-talets rättsröteaffärer. 
I april 1956 deltog Hedlund i ett statsbesök i Moskva, där en av Hedlunds uppgifter var att tillsammans med Sovjetunionens utrikesminister Vjatjeslav Molotov gå igenom uppgifter om den försvunne svenske diplomaten Raoul Wallenberg.
Under koalitionstiden tog Bondeförbundet gärna upp frågor om hur landsbygden skulle utvecklas. Hedlund ville att mindre skogsbrukare skulle kunna utvidga sitt ägande genom att köpa skog av de stora bolagen. Partiet var också kritiskt till dyrortsgrupperingen, det vill säga att statstjänstemän hade ett extra påslag på lönen om de bodde i storstäderna.
För båda regeringspartierna gick det dåligt i andrakammarvalet 1956, och det stod klart att de två partierna skulle få svårt att enas om en lösning av ATP-frågan. Hedlund ville dock inte bryta samarbetet innan det var helt nödvändigt. Ungdomsförbundet SLU ville att partiet skulle lämna samarbetet omedelbart. Frågan löstes genom att regeringspartierna fick förhandla fram ett nytt regeringsprogram. I dessa fick Bondeförbundet igenom fler krediter och skattelättnader till lantbruket, inga ändringar i bolagsförbudslagen som begränsade skogsbolagens möjlighet att köpa skogsmark, och mjölkpristillägg för småbrukare.
Vad gällde ATP-frågan kunde dock partierna inte enas. Hedlund själv ansåg att det skulle finnas ett grundskydd (folkpensionen) men att det utöver det i huvudsak skulle vara medborgarnas eget ansvar att ordna sin pension. Frågan om folkomröstning om pensionsfrågan blev aktuell 1957 efter några riksdagsmotioner. Hedlund ansåg att pensionsfrågan inte var lämplig att folkomrösta om. Bondeförbundet gick till omröstning med linje 2, som innebar höjd folkpension och en frivillig tilläggsförsäkring med statlig värdegaranti. Genom folkomröstningen kunde dock Hedlund skjuta upp Bondeförbundets uttåg ur regeringen ända till den 25 oktober 1957.
Regeringen avgick och kungen gav i uppdrag åt Folkpartiets Bertil Ohlin och Högerpartiets Jarl Hjalmarson att undersöka möjligheterna att bilda en borgerlig regering. Hedlund ville i första hand att en samlingsregering bildades, i andra hand en regering med enbart Bondeförbundet. En regering med Bondeförbundet, Folkpartiet och Högerpartiet var Hedlund inte intresserad av eftersom han inte ville att Bondeförbundet skulle gå från en regering till en annan utan karenstid. Möjligheten att låta Bondeförbundet ensamma bilda regering framförde Ohlin inte till kungen som därför lät Tage Erlander bilda en ny regering, regeringen Erlander III.

### Mittenpolitikern
Ungdomsförbundet drev frågan att partiet måste förnyas. På hösten 1956 började arbetet med bland annat ett nytt partiprogram. Partiets traditionella kärnväljare, befolkningen på landsbygden, flyttade in till städerna och röstade på andra partier. Ungdomsförbundet ansåg att partiet måste breddas för att locka till sig nya väljare. Hedlund var själv mycket drivande för ett namnbyte och lyckades få exempelvis motståndet inom kvinnoförbundet att svänga.  Förändringsarbetet ledde till att Landsbygdspartiet Bondeförbundet bytte namn till Landsbygdspartiet Centerpartiet och 1957 till Centerpartiet (alternativa förslag var Landsbygdspartiet eller Samlingspartiet).
Efter att riksdagen avslagit regeringens proposition i ATP-frågan i april 1958 utlyste regeringen nyval. I valet 1958 gick Centerpartiet starkt framåt och fick 13 nya mandat, något som har kallats för "vårfloden".
Däremot gick Folkpartiet bakåt och i det partiet föddes tankar på närmare samarbete med Centerpartiet. Centerpartiets ungdomsförbund drev på i samma riktning. Inför andrakammarvalet 1960 lanserade de mittenpolitiken, med armlängds avstånd till Högerpartiet. I det pressmeddelande som skickades ut förklarade både Hedlund och Bertil Ohlin att det var "en angelägen målsättning att socialdemokrater och kommunister försättes i sådan minoritet i den folkvalda andra kammaren att ett regeringsskifte blir aktuellt."
Hedlund var själv anhängare av ett närmare samarbete, dock ej partisammanslagning. I augusti 1965 fick detta en organisatorisk form genom Mittendelegationen samt arbetsgrupper. Genom detta samarbete lade man fram ett dokument med förslag till handlingslinjer i januari 1966 och inför förstakammarvalet 1966 hade de två partierna ett gemensamt manifest, Mittensamverkan. Samarbetet fortsatte även inför valen 1968 och 1970.
Andrakammarvalet 1968 blev dock en storseger för Socialdemokraterna, men för Centerpartiet blev det en halv seger i så måtto att partiet blev största ickesocialistiska parti. Hedlund blev oppositionsledare för några få år. Vid valkampanjen inför valet 1970 kritiserade han hårt Socialdemokraterna: tidigare hade det funnits stöttepelare i partiledningen, Erlander, Gunnar Sträng och Sven Andersson, men det höll på att förändras. "'En del av de nya är ett slags kullerstenar och man vet därför inte vartåt det hela skall barka – om nu Socialdemokraterna får fortsätta regera." Hedlund lät i intervjuer även antyda att tidigare statsminister Tage Erlander uttalat sig om räntepolitiken enbart i syfte att hjälpa den nytillträdde statsministern Olof Palme i valrörelsen. I en radioduell några veckor senare gick Palme till motangrepp och förklarade: "För det första vill jag säga att ni har i dag vid flera tillfällen riktat personliga förolämpningar mot Tage Erlander. Detta kommer svensk arbetarrörelse att ta itu med." Palmes kritik av den åldrande Hedlund kom att uppfattas som opåkallade hotelser och gavs stort fokus bl.a. i tv:s partiledarutfrågning. Palme slog till reträtt och förklarade att hans uttalande inte skulle ses som hotelser utan som en förklaring till varför Palme själv inte avsåg föra debatt med Hedlund i frågan. På valdagen gick Centerpartiet ytterligare framåt och Socialdemokraterna backade. 
Hedlund kunde föra Centerpartiet till ännu ett framgångsrikt val på hösten 1970. Trots framgången kom det efter valet signaler från ungdomsförbundet att med hänsyn till Hedlunds andra engagemang skulle han kanske inte orka med ännu en valrörelse, och att en ny partiledare skulle behöva gott om tid att göra sig känd innan valet 1973. Vid Centerpartiets stämma i Halmstad på sommaren 1971 avgick han som partiledare och efterträddes av partiets förste vice ordförande Thorbjörn Fälldin.
Mellan 1974 och 1976 var Hedlund riksdagsman för Stockholms kommun.

## Uppdrag utanför politiken

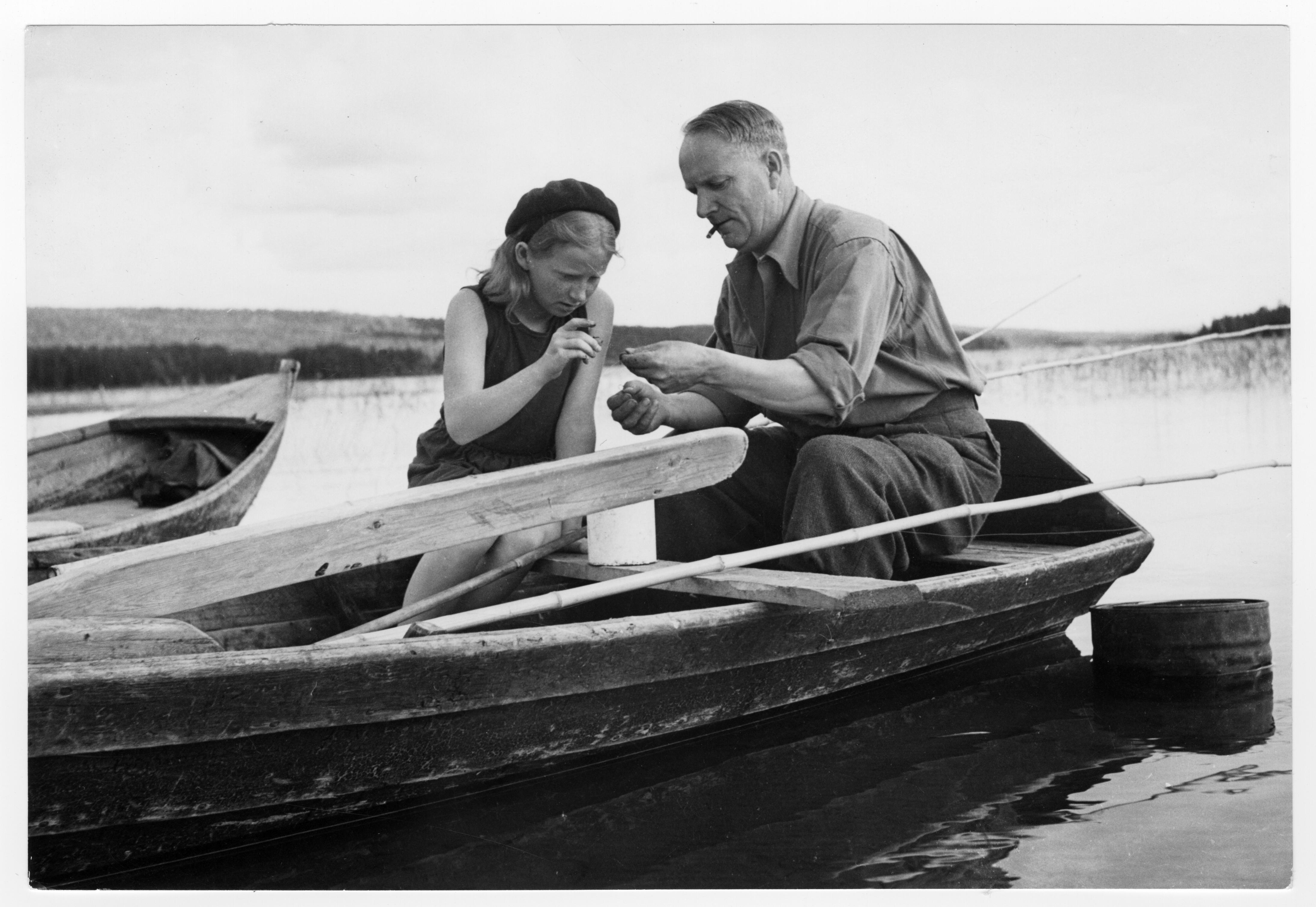
Hedlund med dottern Birgitta 1952

Efter valet till partiledare 1949 fortsatte Hedlund att ha uppdrag utanför politiken, främst som ordförande i Sveriges skogsägareföreningars riksförbund. Den posten innehade han i över trettio år, från 1946 till 1977. "Man kan nog säga att på hans intresseskala vid denna tid (1948) familjen kom först, sedan skogen och därefter Bondeförbundet." Under tiden som statsråd lät han dock ordförandeskapet i SSR vila.
Efter sin avgång som statsråd deltog han i den industrikommitté som de norrländska skogsägareföreningarna bildat i syfte att starta egen skogsindustri. Detta ledde så småningom till bildandet av Norrlands Skogsägares Cellulosa AB (NCB) i mars 1959 och Hedlund valdes till bolagets styrelseordförande. 1961 blev han även bolagets verkställande direktör. Eftersom bolaget var kooperativt inbjöd man Norrlands skogsägare att teckna ett industrilån i bolaget. Sommaren 1960 köpte bolaget den första fabriken, Sandvikens sulfatfabrik i Kramfors. NCB:s inriktning var att köpa skogsindustrier där de befintliga ägarna saknade kapital för modernisering.
Den 1 maj 1958 blev Hedlund generaldirektör för Lantmäteristyrelsen, en post han hade i drygt ett års tid. Han tjänstgjorde endast i tre månader, resten av tiden var han tjänstledig. Hedlund var också under flera år ledamot i Sundsvallsbankens styrelse och i 20 års tid ledamot i Europarådet.
Under 1960-talet var NCB inne i en kraftig uppbyggnadsfas och företaget stod på topp omkring år 1974.[källa behövs] Efter sin avgång som partiledare var Hedlund fortfarande riksdagsman. NCB:s huvudkontor låg på Drottninggatan i Stockholm, i närheten av det provisoriska riksdagshuset (nuvarande Stockholms stadsteater), och Hedlund kunde därför lätt delta i omröstningarna. Hedlund flyttade under denna tid från Rådom till Lidingö.
Av flera olika skäl blev det från 1975 svårt att exportera pappersmassa: försämrad växelkurs, höga löneökningar och försämrade världsmarknadspriser. Den svenska industrin hamnade i en kris som Fälldins borgerliga regering fick rycka in för att rädda. Sommaren 1977 gav regeringen ekonomiskt stöd till stål- och skogskoncernen Uddeholm. I januari 1978 stod det klart att även NCB var i kris - Hedlund presenterade en krisplan med fabriksstängningar och friställningar. På våren 1978 stod det klart att NCB var konkursmässigt. Från de kooperativa skogsägarföreningarna fick NCB:s ledning hård kritik och detta ledde till att Hedlund valde att avgå 1979. NCB:s ekonomiska kris löstes genom att staten blev majoritetsägare.
Efter sin hustru Astrids bortgång 1981 bodde Hedlund kvar i villan på Lidingö. Efter en kortare tids sjukdom avled han i november 1989. Gravsättningen ägde rum på Helgums kyrkogård, väster om Sollefteå, den 16 december. Officiant vid begravningen var Linköpings biskop Martin Lönnebo.

## Utmärkelser
- Kommendör med stora korset av Nordstjärneorden, 23 november 1955.[17]